# New Zealand State Highway 74
Der New Zealand State Highway 74 (auch State Highway 74 oder in Kurzform SH 74) ist eine Fernstraße von nationalem Rang in und um Christchurch auf der Südinsel von Neuseeland.

## Strecke
Der SH 74 beginnt nördlich des Stadtteils Belfast am New Zealand State Highway 1, führt in südwestlicher Richtung durch den Stadtteil und knickt bei Papanui nach Osten ab. Anschließend führt er bis in die Nähe der Küste und folgt dort dem Avon River/Ōtakaro in Richtung Süden. Im Südosten von Christchurch bildet er den Endpunkt des New Zealand State Highway 76 und führt von dort aus in südöstlicher Richtung durch den Lyttelton Tunnel, hinter dem er an der Küste in Lyttelton endet.